# Герзель-Аул
Герзель-Аул (Верхний Герзель) (чечен. Гезлой-Эвла) — село в Гудермесском районе Чеченской Республики. Административный центр Герзель-Аульского сельского поселения

## География
Село расположено на левом берегу реки Аксай, у федеральной автотрассы «Кавказ» Р217, в 25 км к юго-востоку от районного центра Гудермес и в 62 км к востоку от города Грозный.
Ближайшие сёла: на северо-востоке — село Борагангечув, на востоке — сёла Хамавюрт и Цияб-Цолода, на юго-востоке — село Тухчар, на юге — село Ишхой-Юрт, на западе — сёла Кошкельды и Бильтой-Юрт и на северо-западе — сёла Кади-Юрт и Энгель-Юрт.

## История

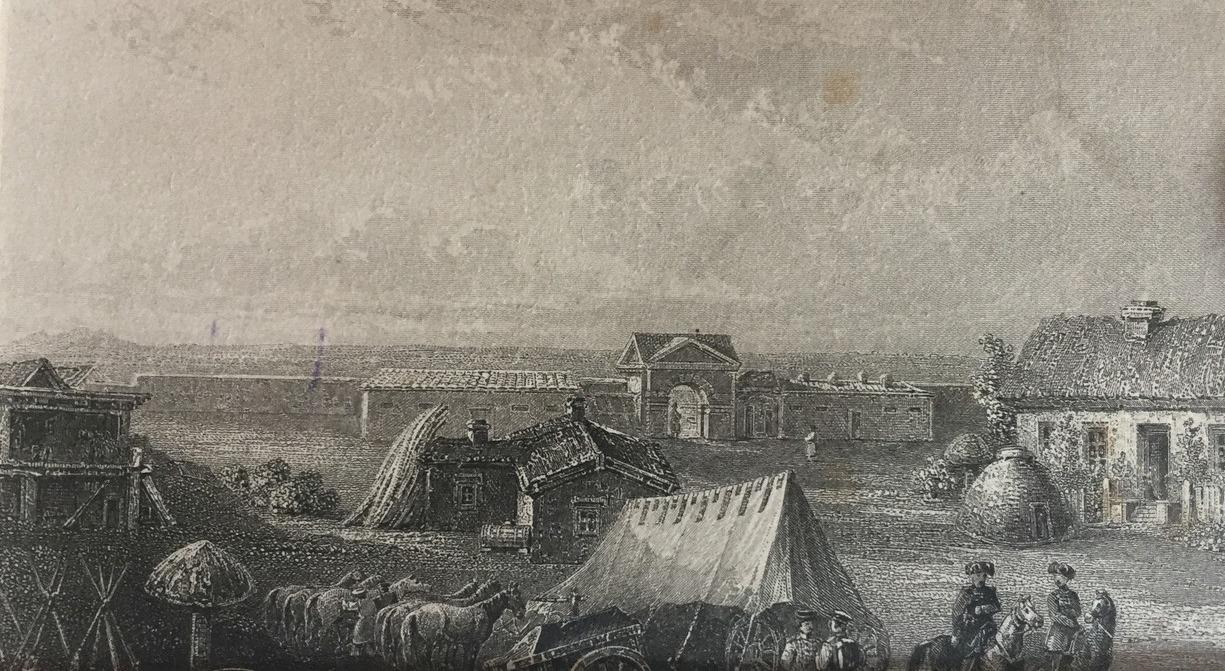
Гравюра Уильяма Флойда. Крепость Герзель-Аул (1864).

Селение Герзель-Аул основано качкалыковцами.
Ф. В Тотоев сообщает о том, что согласно преданиям, Чингисхан построил при выходе и входе в чеченские ущелья башни и оставил здесь своих наместников-чингисидов, позднее подчинённых Мамай-ханом, который заменил их своими беками. В народной памяти сохранилось имя одного из них Яхсай-хан, который пребывал со ставкой в Герзель-ауле и управлявшего согласно обычаям чеченцев.
В 1812 году, подполковник Буцковский указывает Хасса Мекент, Балчи, Герзели, Дади-юрт и Умараджи в числе сёл чеченских, однако подчинённых кумыкским князьям. У южной окраины села сохранились валы российского укрепления XIX века Герзель-аул.
В 1883 году в селе Герзельаул, числилось 128 дворов, в которых проживало 681 человек. Национальность — чеченцы.
В 1919 г. деникинцы сожгли десятки селений, чьи жители оказали им сопротивление, — Чечен-Аул, Устар-Гардой, Гудермес, Алхан-Юрт, Бердыкель, Сержень-Юрт, Цоци-Юрт и др., в том числе и Герзель-Аул.
В 1944 году, после депортации чеченцев и ингушей, и упразднения Чечено-Ингушской АССР, селение Герзель-Аул было переименовано в Шихшабек и заселено горцами из соседнего Дагестана. После восстановления Чечено-Ингушской АССР, в 1958 году населённому пункту было возвращено его прежнее название — Герзель-Аул, а выходцы из Дагестана переселены обратно.
В 1990-х годах в состав Герзель-Аула было включено село Нижний Герзель, расположенный к северу у железнодорожной ветки Гудермес — Хасав-Юрт.

## Население
| 1990  | 2002  | 2010  | 2012  | 2013  | 2014  | 2015  |
| ----- | ----- | ----- | ----- | ----- | ----- | ----- |
| 1106  | ↗3519 | ↗3887 | ↗4019 | ↗4106 | ↗4222 | ↗4300 |
| 2016  | 2017  | 2018  | 2019  | 2020  | 2021  | 2023  |
| ↗4375 | ↗4444 | ↗4506 | ↗4589 | ↗4647 | ↗5566 | ↗5644 |
| 2024  |       |       |       |       |       |       |
| ↗5712 |       |       |       |       |       |       |

Национальный состав
По данным Всероссийской переписи населения 2010 года:
| Народ   | Численность, чел. | Доля от всего населения, % |
| ------- | ----------------- | -------------------------- |
| чеченцы | 3862              | 99,36 %                    |
| другие  | 25                | 0,64 %                     |
| всего   | 3887              | 100,00 %                   |

## Улицы
Улицы села Герзель-Аул:
| - А. Кадырова, - А. Межидова, - А. Цуруева, - А. Шерипова, - Абубакарова, - Алиева, - Безымянная, - Виноградная, | - Виситаева, - Гикало, - Дачиева, - Исраилова, - Ленина, - Лотковая, - М. Алиева, - М. Юсупова, | - Межидова, - Мира, - Насосная, - С. Бадуева, - Садовая, - Умарова, - Х. Дачиева, - Х. Нурадилова, | - Центральная, - Шахидова, - Школьная, - Шоссейная, - Эльсиева, - Эсмурзаева, - Ю. Хасаева, - Юсупова. |

## Известные уроженцы
- Дачиев Хансултан Чапаевич — Герой Советского Союза.

## В литературе и искусстве
- Убийца Михаила Лермонтова, проходивший службу в составе Гребенского казачьего полка, Николай Мартынов сочинил поэму «Герзель-аул»[26].